# Derrapada
Derrapada é um filme de comédia dramática brasileiro de 2023, produzido pela Globo Filmes e conta com roteiro de Izabella Faya
e direção de Pedro Amorim. É estrelado por Matheus Costa e Heslaine Vieira.

## Sinopse
A vida de Samuca parece pela primeira vez estar dando certo quando ele descobre que a namorada, Alicia, está grávida. Além das consequências que isso traz para qualquer adolescente, Samuca fica inconformado por repetir a mesma “derrapada” de sua mãe, que engravidou dele também aos dezesseis anos e precisou lidar com a realidade de criar o filho de um pai irresponsável e ausente.

## Elenco
- Matheus Costa como Samuca
- Heslaine Vieira como Alicia
- Nanda Costa como Melina
- Augusto Madeira como David
- Leandro Soares como Coelho
- Jussara Mathias como Andrea
- Luis Miranda como Roberto
- Felipe Rocha como Marcos

## Produção
As filmagens iniciaram-se em abril de 2019. O filme é uma adaptação do romance Slam, de Nick Hornby.